# Église Saint-Louis-d'Antin
 (mai 2016).
Si vous disposez d'ouvrages ou d'articles de référence ou si vous connaissez des sites web de qualité traitant du thème abordé ici, merci de compléter l'article en donnant les références utiles à sa vérifiabilité et en les liant à la section « Notes et références ».
L’église Saint-Louis d'Antin est un édifice religieux catholique de style néo-classique, sis dans le 9e arrondissement de Paris, au 63 rue Caumartin, au niveau de la place Georges-Berry. Construite en 1783 comme église pour un couvent de capucins, elle est devenue paroissiale en 1802, rattachée aujourd'hui à l'archidiocèse de Paris.

## Histoire

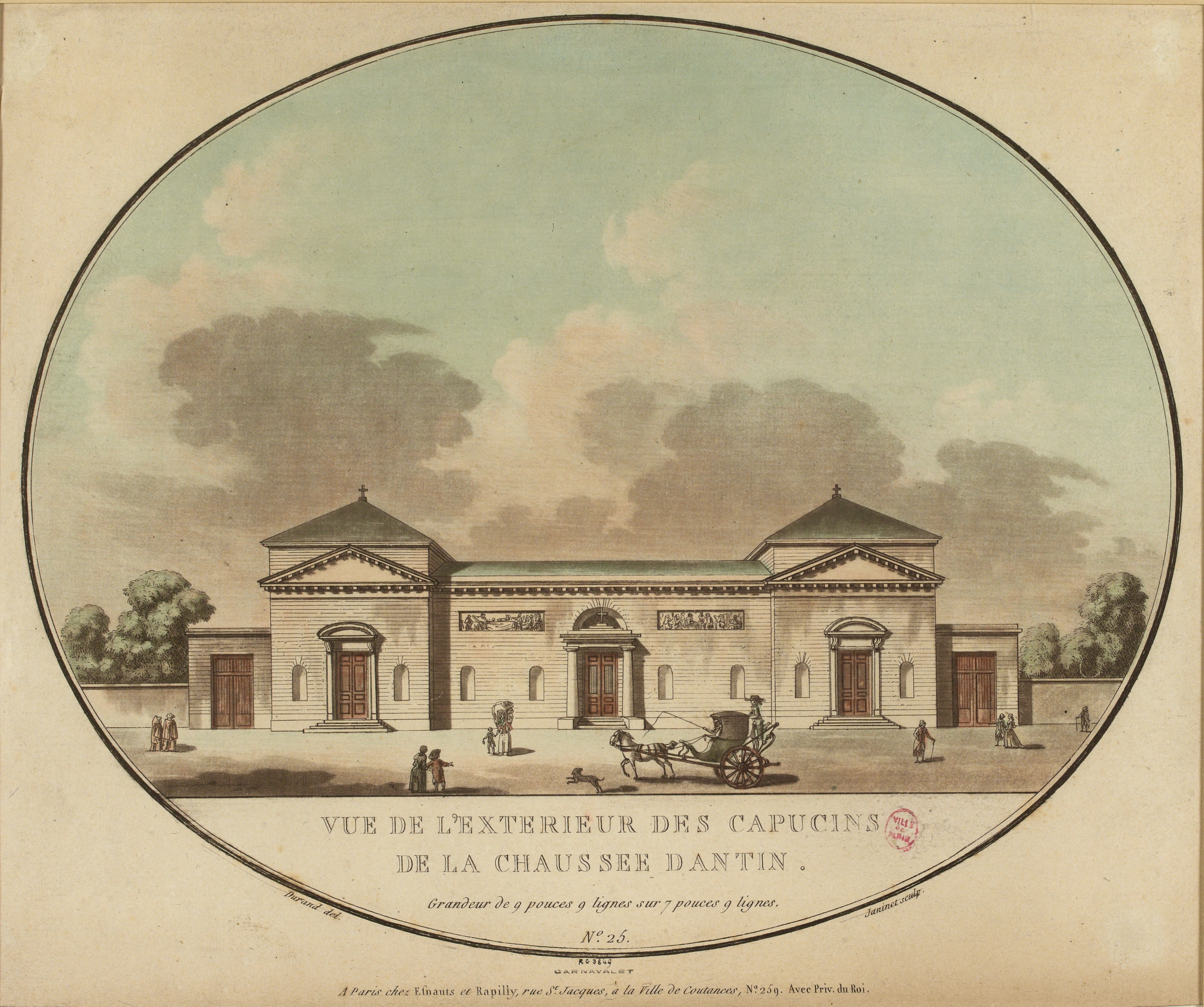
Extérieur du couvent des capucins de la Chaussée-d’Antin.

À la suite d'une décision du roi Louis XVI, un couvent de capucins s'installe en 1783 dans le quartier d'Antin à Paris, qu'ils font construire en pur style néoclassique. 
Sous la Révolution française, les capucins sont expulsés et le couvent est désaffecté. Sa chapelle prend en 1795 le nom de Saint-Louis-d'Antin. Elle est dédiée à Saint Louis.
En 1802, Saint-Louis-d'Antin devient une paroisse, la chapelle devient église paroissiale. Le 17 septembre 1822, Aurore Dupin, future George Sand s'y marie. Le 5 août 1871, Marcel Proust y est baptisé. Il sera élève au lycée Condorcet, juste à côté, qui se trouve dans les anciens locaux du couvent, nationalisés après la Révolution.

## Orgue
L'église est dotée d'un orgue construit par Aristide Cavaillé-Coll en 1858, et refait par Danion-Gonzalez en 1973. L'instrument comporte deux claviers de 56 notes, un pédalier de 30 notes, des transmissions mécaniques et 26 jeux. La partie instrumentale est classée monument historique.

## Activités
La paroisse Saint-Louis-d'Antin est très fréquentée avec la proximité des grands magasins (Printemps, Galeries Lafayette, etc.) et de la gare Saint-Lazare. Elle est très animée avec sept messes par jour en semaine, confessions de 8 h à 20 h et Adoration de 8 h à 19 h 30. Le samedi, il y a deux messes du jour, trois messes anticipées du dimanche. Le dimanche, il y a cinq messes. 
Le centre Georges Bernanos accueille de nombreuses activités : conférences, théâtre, etc.

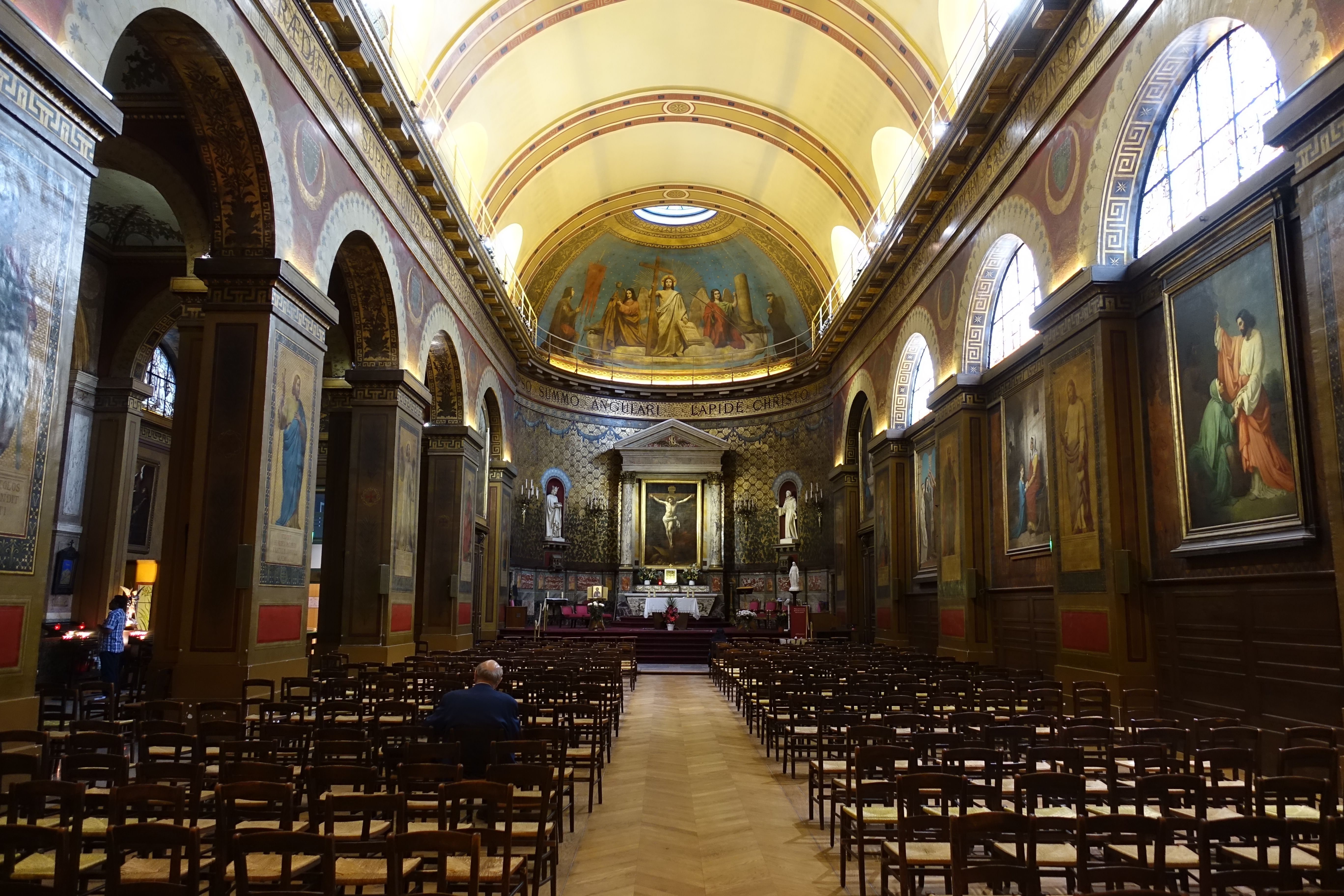
La nef de l'église..
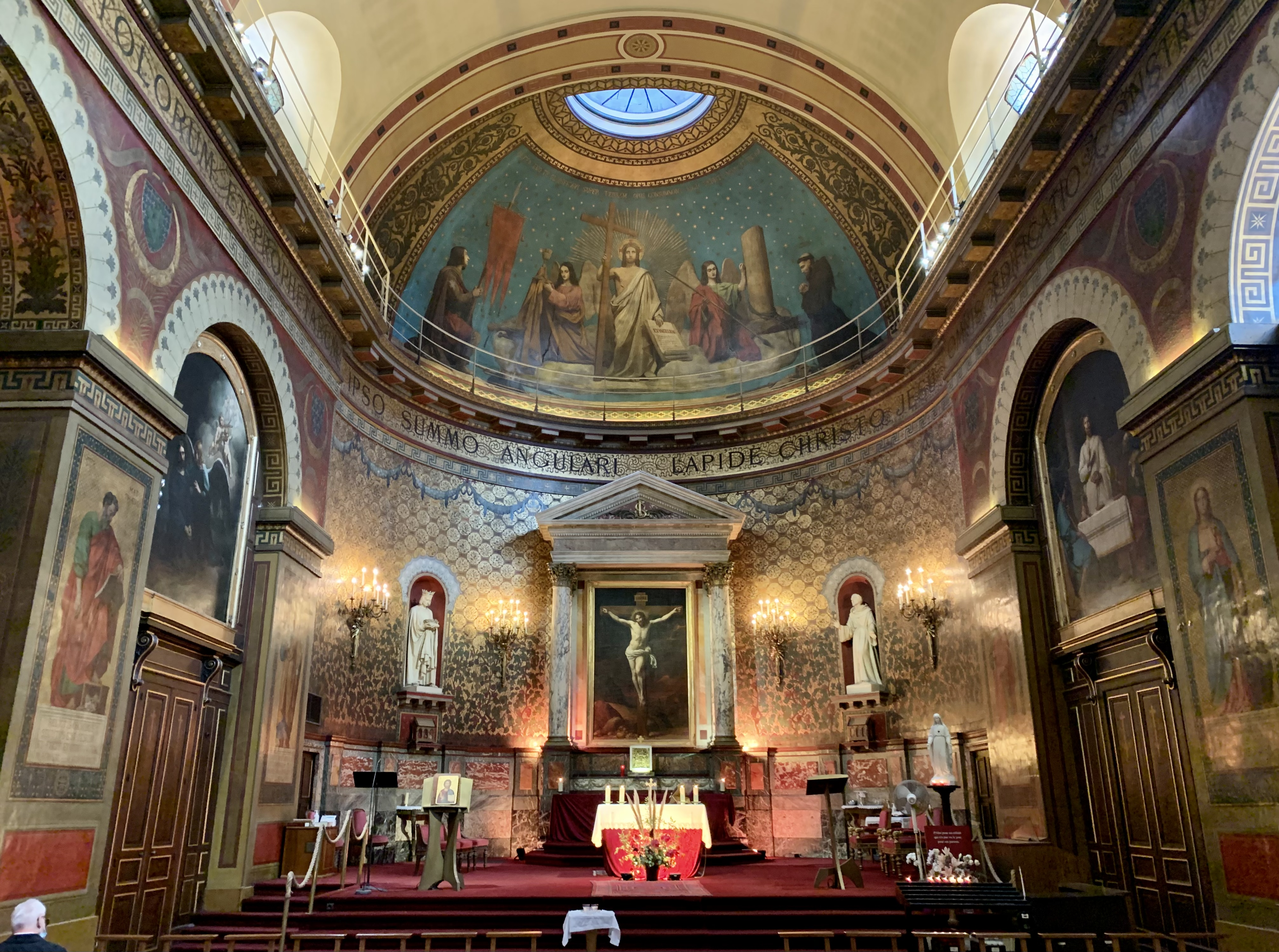
Le chœur.
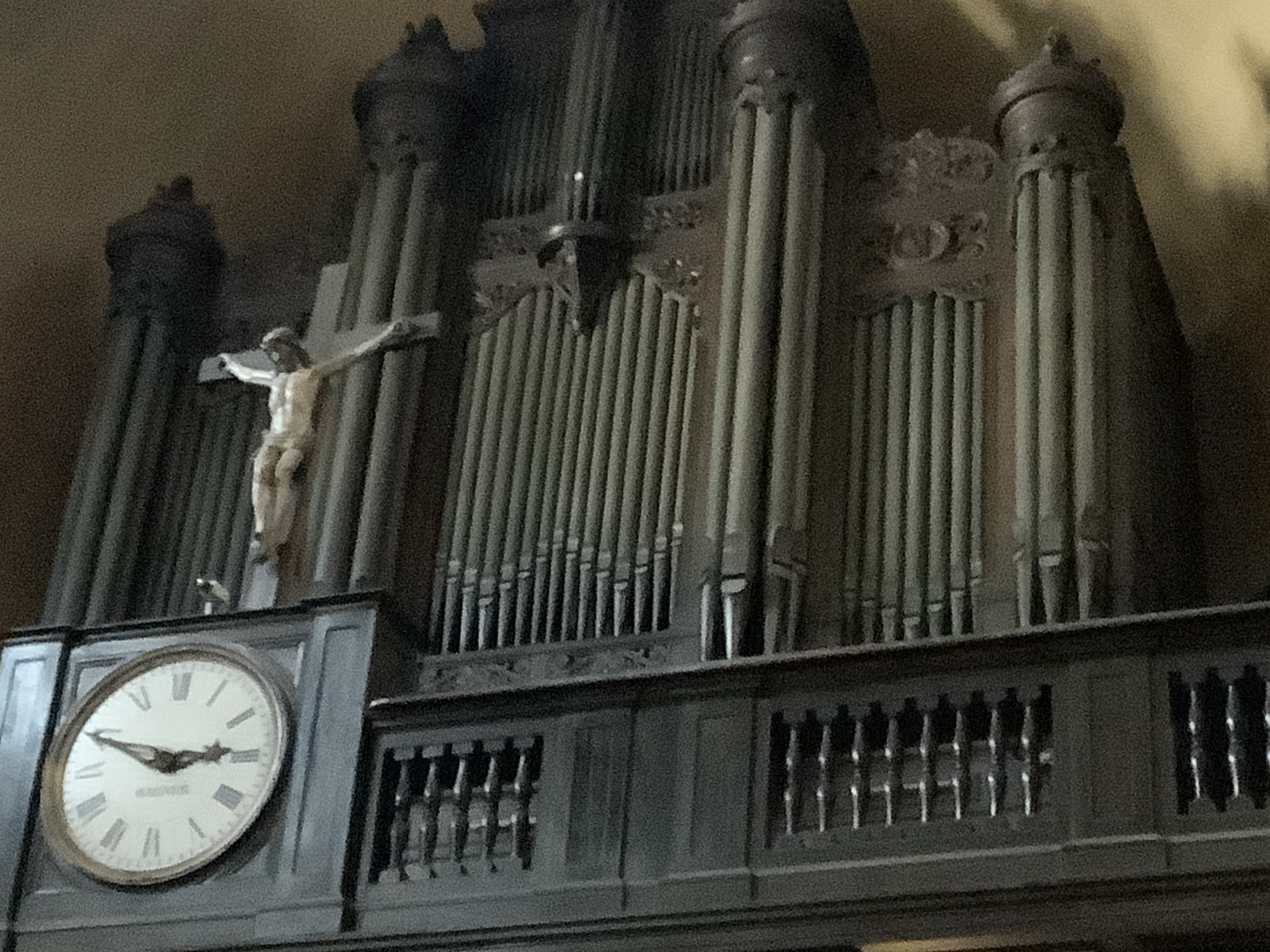
L'orgue.

### Articles liés
- Frères mineurs capucins
- Quartier de la Chaussée-d'Antin
- Liste des édifices religieux de Paris
- Archidiocèse de Paris